# データベースマーケティング
データベースマーケティング (英: database marketing)は、マーケティング目的で製品またはサービスを宣伝するために、顧客または潜在的な顧客のデータベースを使用してパーソナライズされたコミュニケーションを生成するダイレクトマーケティングの形式のこと。ダイレクトマーケティングと同様、任意の媒体をコミュニケーションに使うことが可能である。
ダイレクトマーケティングとデータベースマーケティングの違いは、データ分析に焦点を当てていることである。データベースマーケティングでは、統計的手法を使用して顧客行動モデルを開発し、それを使用してコミュニケーションの対象となる顧客を選択することに重点を置いている。データベースマーケターは、データウェアハウスを頻繁に使うことになる。これは、顧客に関するデータ量が多いほど、より正確なモデルを構築できる可能性が高くなるためである。
マーケティングデータベースには、主に2つの種類、1）消費者データベース、2）企業データベース、がある。消費者データベースは、主に消費者に小売する企業 (B2C) を対象としている。企業データベースは、提供される情報がはるかに高度であり、これは、企業データベースが消費者データベースと同じ個人情報保護法で制限されていないためである。
「データベース」は通常、内部の販売または配信システムからの名前、住所、および取引履歴の詳細等の一覧である。
データベースマーケティングからのコミュニケーションは、受信者が望まない場合、ジャンクメールやスパムとなる。マーケターは、顧客が関心のある製品への的を絞ったコミュニケーションは、顧客とマーケターの両方に利益をもたらすと考えてデータベースマーケティングを行っている。
国と地域、組織によっては、個人がデータベース内の個人情報の利用用途を制限したり、変更、削除できるという法律や制度を作っている。

## 課題と制限
リアルタイムビジネスインテリジェンスは一部の企業で既に始まっているが、オンライン事業の割合や高度なソフトウェアの利用などの前提に依存しているため、大多数の企業にとってはまだ手が届かないままである。グーグル、デル、アップルなどのテクノロジー企業は、このようなインテリジェンスを最大限活用している。しかし、多くの企業では、従来の伝統的な方法で、既存顧客とのコミュニケーションや新規顧客獲得が行われている。データベースの主な課題は、データが取得されてから使用されるまでにデータ鮮度の陳腐化が起こることである。陳腐化したデータは従来のオンラインまたはオフラインの方法で最新化する。また、リアルタイムの近接マーケティングを使う方法もある。